# سلحفاة غوفرية (جنس)
السلاحف الغوفرية هو جنس ينتمي إلى فصيلة السلاحف البرية. السلاحف الغوفرية مجموعة من السلاحف التي ظهرت قبل 60 مليون عامٍ في قارة أمريكا الشمالية (أكثر أقاربها صلة بها في آسيا الآن هم أنواع جنس مانوريا)، وهي تعيش الآن في جنوب الولايات المتحدة والمكسيك، من صحراء موهافي في كاليفورنيا وإلى تكساس وفلوريدا انتهاءً بشمال المكسيك. وتعد السلاحف الغوفرية الجنس الوحيد من السلاحف البرية الذي يعيش في أمريكا الشمالية. تشتهر هذه السلاحف بقدرتها على حفر الأوكار الكبيرة والعميقة في الرمال، إذ قد يبلغ طول جحورها 12 متراً وعمقها 3 أمتار. وتستفيد من أوكارها لاحقاً حيوانات كثيرة، مثل الثدييات والزواحف والبرمائيات والطيور. يُراوح طول السلاحف الغوفرية من 20 إلى 50 سنتيمتراً، بحسب نوعها.

## الأنواع
في عام 2011، توصَّل باحثون عبر دراسات الحمض النووي إلى أنَّ جماعتي سلحفاة الصحراء الأمريكية في صحرائي موهافي وسونوران تمثّلان نوعين مختلفين ومستقلّين من الحيوانات، ولذا فإنَّ جنس السلاحف الغوفرية بات يضم الآن خمسة أنواعٍ، هي كما يأتي:
- سلحفاة الصحراء (Gopherus agassizii).
- سلحفاة صحراء سونوران (Gopherus morafkai).
- سلحفاة بولسون (Gopherus flavomarginatus).
- سلحفاة تكساس (Gopherus berlandieri).
- السلحفاة الغوفرية (Gopherus polyphemu).